# Sycoscapter niger
Sycoscapter niger is een vliesvleugelig insect uit de familie Pteromalidae. De wetenschappelijke naam is voor het eerst geldig gepubliceerd in 1951 door Risbec.